# Styret af stemmer
Styret af stemmer er en dansk dokumentarserie, der handler om fem unge sindslidende og deres vrangforestillinger. Ved hjælp af 3D-animation og lyddesign bliver den ellers usynlige verden synlig, så seeren kan se og høre, hvad der ellers kun foregår i de sindslidenes hoveder. Serien blev oprindeligt sendt på Danmarks Radio i 2020 
Programserie er produceret af Impact TV aps. for Danmarks Radio

## Handling
Gennem seks afsnit følger man Heidi, der hver dag omgivet af skygger og ser og mærker fugleedderkopper, der kravler på hendes krop, Ida, der oplever en djævel, der sidder på hendes skulder og følger hende overalt, Mikkel og Line Marie, der hører stemmer, som fortæller dem, at livet ikke er værd at leve, samt Andrea, der ser 'mørkemanden', som dukker op foran hendes vindue, når mørket falder på. 

Programmet illustrer ved hjælp af 3D-animation og lyddesign den ellers usynlige verden synlig, så vi, for et øjeblik, kan se og høre, hvad der ellers kun foregår i deres hoveder, og giver seerne en forståelse af hvilke liv man lever, når man hører stemmer og ser syner. 

De unge medvirkende kommer ind på svære emner som Skizofreni, indlæggelse på lukket afdeling, bivirkninger fra medicinering og hvordan man får en tilnærmelsesvis normal hverdag når man har af en svær psykisk diagnose, men også hvordan de unge finder fællesskab i grupper med ligesindede og kommer i gang med uddannelse og andre ting normale unge tager for givet. 

## Eksterne referencer
- https://impacttv.dk/styret-af-stemmer/ Arkiveret 14. januar 2022 hos  Wayback Machine
- www.dr.dk